# Georg Ossian Sars
Georg Ossian Sars (ur. 20 kwietnia 1837 w Florø, zm. 7 kwietnia 1927 w Oslo) – norweski hydrozoolog, jeden z pierwszych systematycznych badaczy fauny mórz, jeden z pionierów nauki o skorupiakach.
Podobnie jak jego ojciec, Michael Sars, Georg O. Sars był badaczem i systematykiem morskich zwierząt. Kontynuował prace swojego ojca, który na zlecenie rządu Norwegii badał połowy dorsza atlantyckiego w Morzu Norweskim. Ryba ta była głównym artykułem eksportu Norwegii, jednak w niektórych latach jej połowy wahały się drastycznie. Zmuszało to norweskich rybaków do zaciągania pożyczek i zagrażało to norweskiemu bilansowi handlowemu. Jego prace nad przypuszczanymi wtedy powiązaniami między występowaniem dorsza i wielorybów zaliczane są do pierwszych systematycznych badań w nauce o rybołówstwie.
Z jego nazwiskiem związane są liczne przez niego odkryte gatunki, przede wszystkim z gromad lasonogów i małżoraczków. Za swój wkład do rozszerzenia wiedzy o zoologii mórz Sars został odznaczony Medalem Linneusza w 1910. Jego imieniem nazwanych jest wiele gatunków morskich bezkręgowców. Na jego cześć nazwano również najnowocześniejszy statek norweskiej floty badawczej „RV G.O.Sars”.